# Dōmyō-ji
Dōmyō-ji (道明寺) és un temple budista situat a Fujiidera, prefectura d'Osaka, Japó. Va ser fundada al segle vi, i està afiliat al budisme Shingon.
Conté, entre altres coses, una estàtua de Guanyin, esculpida per Sugawara no Michizane (845-903) i catalogada com a tresor nacional.

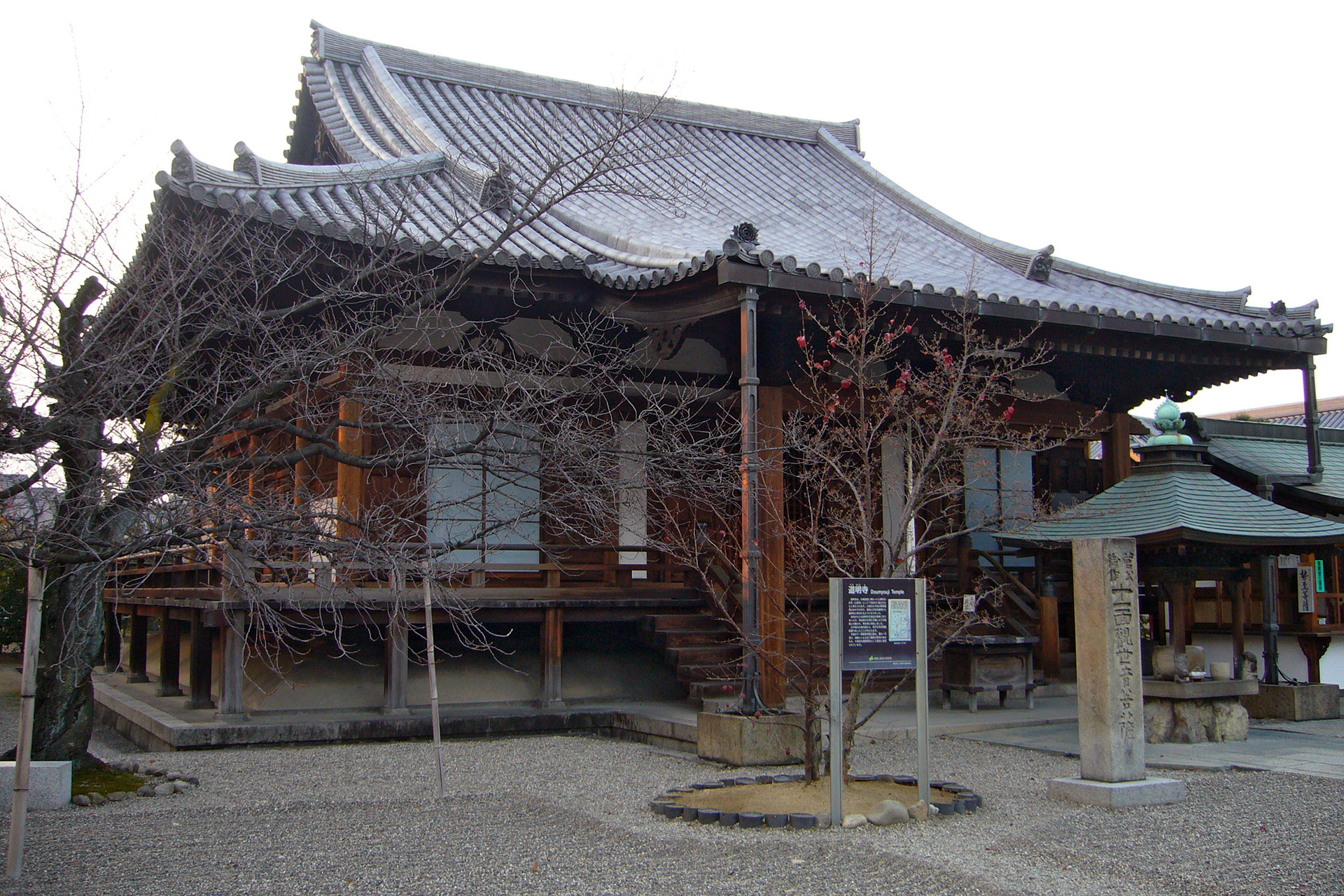
Edifici principal.
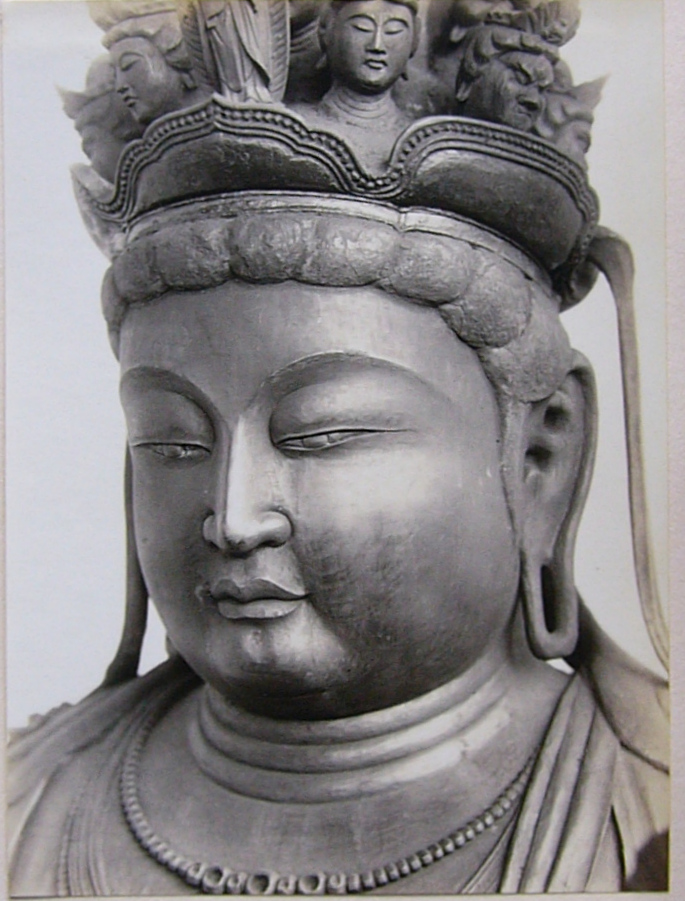
Estàtua de Guanyin.